# پیز گریاتشول
پیز گریاتشول (به لاتین: Piz Griatschouls) یک کوه در سوئیس است که در کانتون گراوبوندن واقع شده‌است. پیز گریاتشول ۲٬۹۷۲ متر بالاتر از سطح دریا واقع شده‌است.